# Bikalutamid
Bikalutamid (łac. bicalutamidum) – wielofunkcyjny organiczny związek chemiczny, niesteroidowy inibitor receptorów androgenowych, zarejestrowany w leczeniu zaawansowanego raka gruczołu krokowego, stosowany jest również w leczeniu priapizmu, androgenozależnych chorób skóry oraz w feminizującej terapii hormonalnej u transpłciowych kobiet, a także mający zastosowanie w medycynie weterynaryjnej.

## Budowa i mechanizm działania
Bikalutamid dostępny w sprzedaży jest mieszaniną racemiczną, natomiast aktywność biologiczną przejawia niemal wyłącznie enancjomer R. Jest on kompetencyjnym agonistą receptorów androgenowych, którego działanie polega na stabilizacji kompleksu receptora androgenowego z białkami szoku cieplnego.

## Zastosowanie

### Wskazania rejestracyjne
- rak gruczołu krokowego z przerzutami (stadium D2) w skojarzeniu z analogiem gonadoliberyny lub kastracją chirurgiczną (w dawce 50 mg)[5][13]
- rak gruczołu krokowego miejscowo zaawansowany z dużym ryzykiem progresji choroby, w monoterapii lub jako leczenie uzupełniające po prostatektomii radykalnej lub radioterapii (w dawce 150 mg)[5][14]
- rak gruczołu krokowego miejscowo zaawansowany bez przerzutów, kiedy kastracja chirurgiczna lub stosowanie innych leków nie jest wskazane lub możliwe (w dawce 150 mg)[5][14]

### Wskazania pozarejestracyjne
- leczenie priapizmu nawrotowego (wytyczne EAU 2014)[15][16]
- leczenie hormonalne podczas korekty płci z męskiej na żeńską oraz leczenie długoterminowe po operacji korekty płci[17][18]
- hirsutyzm w zespole wielotorbielowatych jajników[19][20]

### Wskazania weterynaryjne
- hiperadrenokortycyzm u fretki domowej, u osobników u których istnieją przeciwwskazania do leczenia operacyjnego[21][22]

Bikalutamid znajduje się na wzorcowej liście podstawowych leków Światowej Organizacji Zdrowia (WHO Model Lists of Essential Medicines) (2017, 2021).
Bikalutamid jest dopuszczony do obrotu w Polsce (2018).

## Działania niepożądane
Bikalutamid może powodować następujące działania niepożądane u ponad 10% pacjentów: zawroty głowy, uderzenia gorąca, wysypka, ginekomastia, tkliwość piersi, ból brzucha, zaparcie, nudności, hematuria, obrzęki oraz osłabienie.